# Bolivinoides
Bolivinoides es un género de foraminífero bentónico de la familia Bolivinoididae, de la superfamilia Bolivinoidea, del suborden Buliminina y del orden Buliminida. Su especie tipo es Bolivina draco. Su rango cronoestratigráfico abarca desde el Santoniense superior (Cretácico superior) hasta el Paleoceno.

## Discusión
Clasificaciones previas incluían Bolivinoides en el suborden Rotaliina del orden Rotaliida.

## Clasificación
Se han descrito numerosas especies de Bolivinoides. Entre las especies más interesantes o más conocidas destacan:
- Bolivinoides delicatulus †
- Bolivinoides dorreeni †
- Bolivinoides draco †
- Bolivinoides peterssoni †

Un listado completo de las especies descritas en el género Bolivinoides puede verse en el siguiente anexo.